# Ambalga, Aland
Ambalga là một làng thuộc tehsil Aland, huyện Gulbarga, bang Karnataka, Ấn Độ.